# Kudu Gantiang
Kudu Gantiang is een bestuurslaag in het regentschap Padang Pariaman van de provincie West-Sumatra, Indonesië. Kudu Gantiang telt 5325 inwoners (volkstelling 2010).